# Somera baliensis
Somera baliensis är en fjärilsart som beskrevs av Alexander Schintlmeister. Somera baliensis ingår i släktet Somera och familjen tandspinnare. Inga underarter finns listade i Catalogue of Life.